# Gullranda

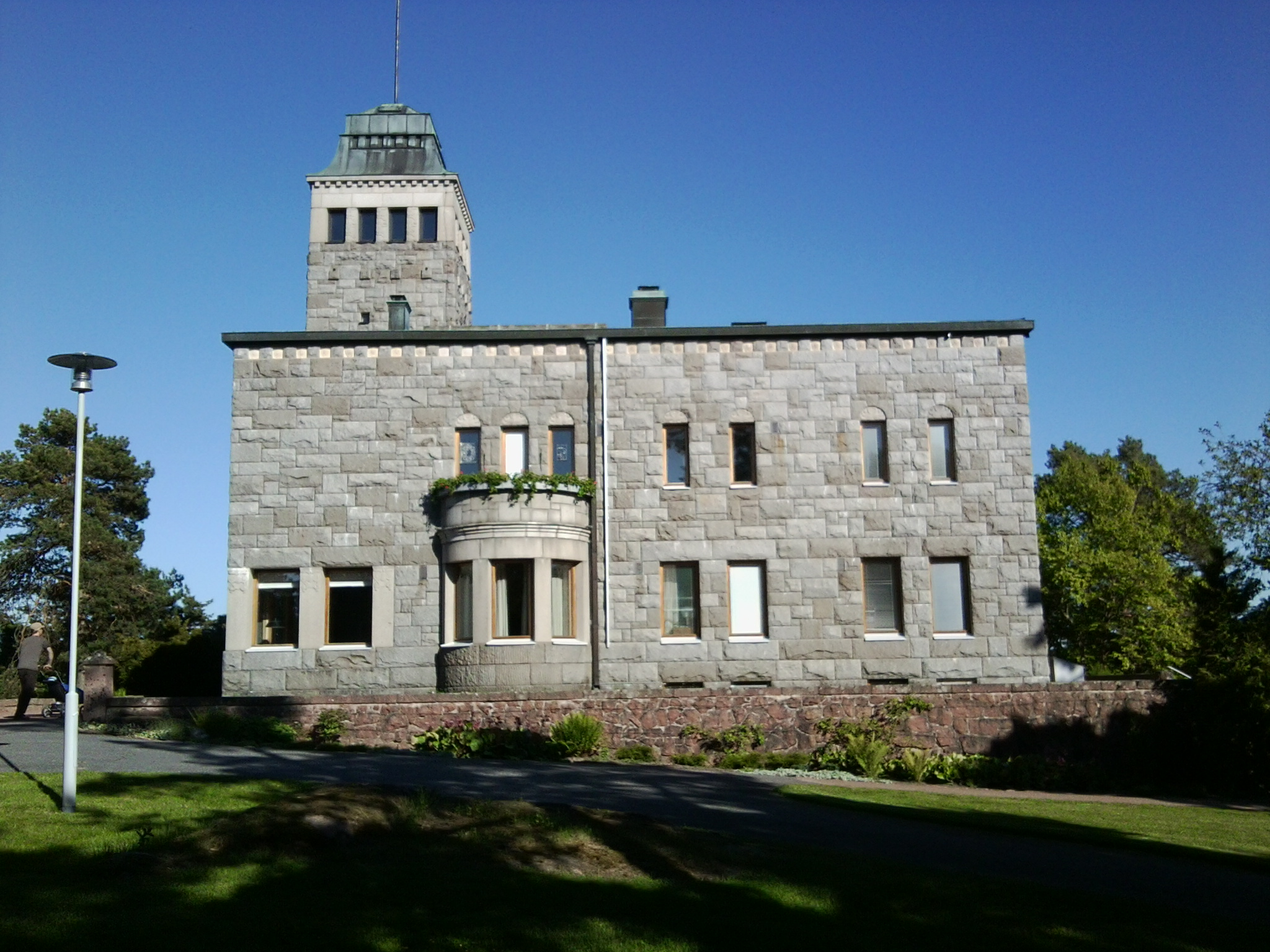
Gullranda, 2012

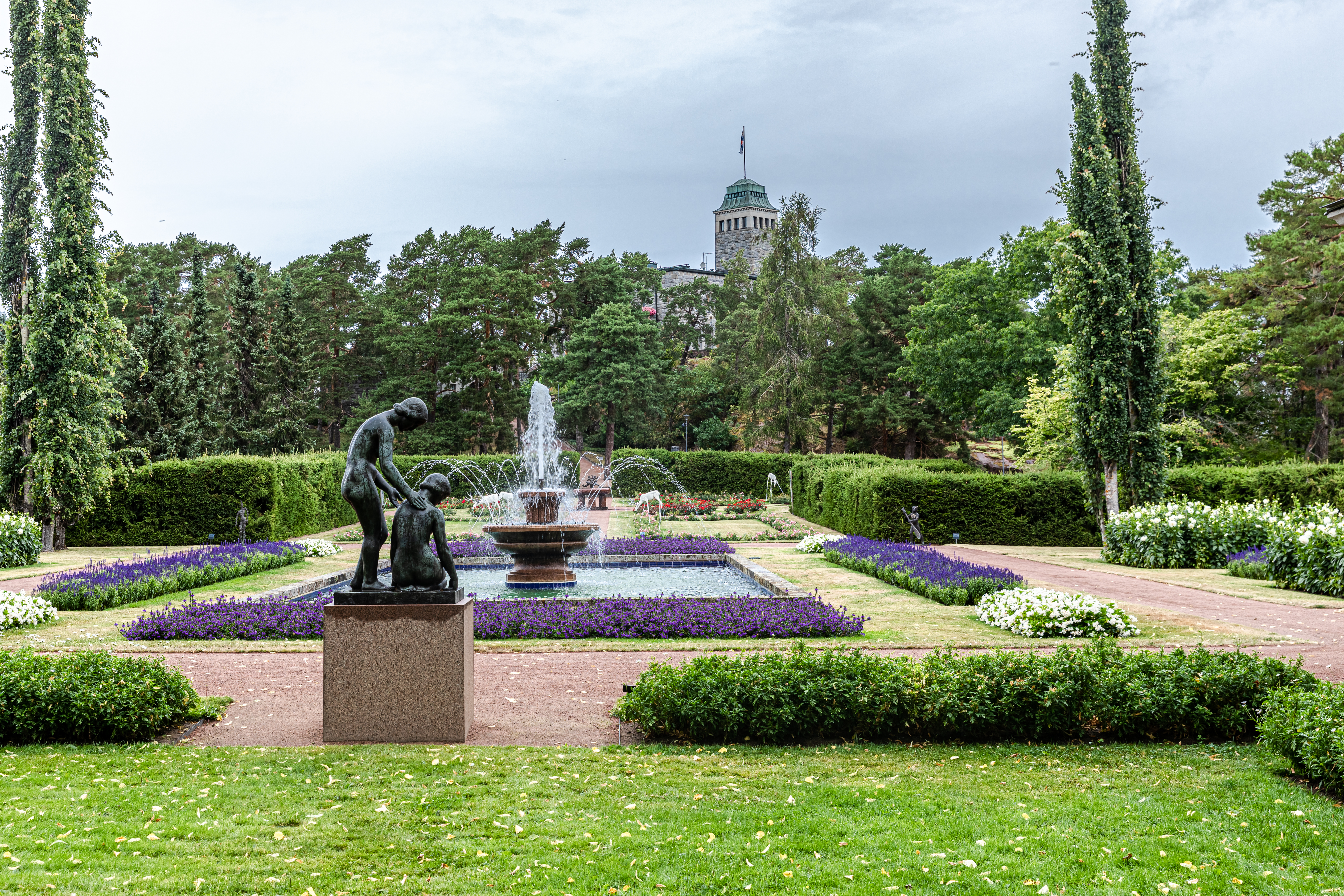
Parken på Gullranda

Gullranda (finska: Kultaranta) är Finlands presidents sommarresidens beläget på ön Luonnonmaa väst om Nådendal i Egentliga Finland. Gullranda består av ett stort antal byggnader, växthus samt parkområden som omfattar totalt 65 hektar. Huvudbyggnaden kan ses tvärs över viken från hamnen i Nådendals gamla stad.
Gullranda har klassats som ett värdefullt byggt kulturmiljö av riksintresse.

## Slottet och parkerna

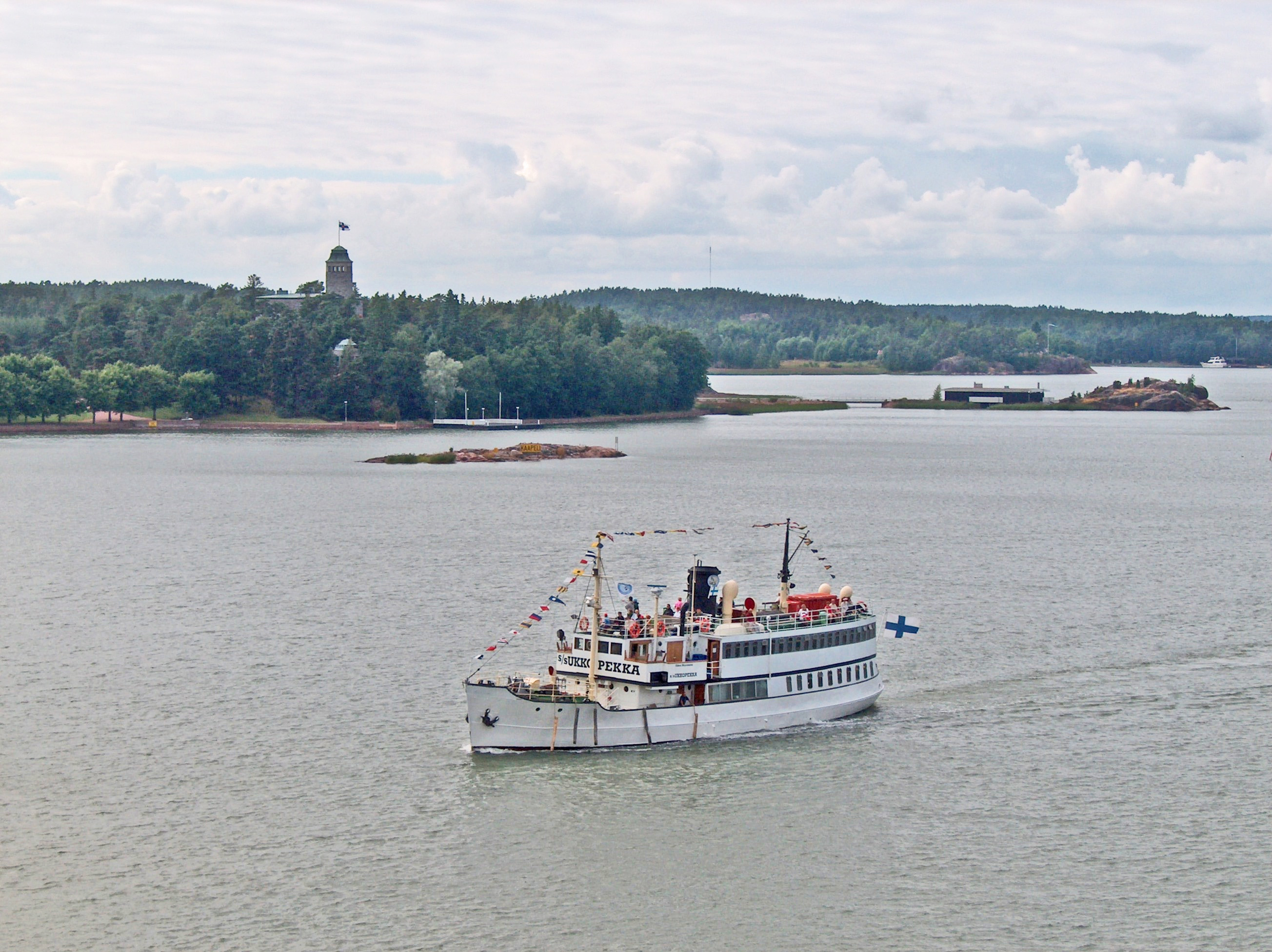
Gullranda och ångfartyget år 2006.

Den centrala byggnaden på Gullranda är det 19 rum stora granitslottet som inkluderar både festsal och bostadsrum. Byggnaden omges av parker liknande ett mini-Versailles som bland annat omfattar en berömd rosenträdgård med över 3 500 rosor. Trädgården planerades av Helsingfors första stadsträdgårdsmästare Svante Olsson och hans son, trädgårdsarkitekten Paul Olsson. Parken har flera statyer så som Johannes Haapsalos staty Tröst.
På nedervåningen finns fest- och bostadsrum, och på övervåningen ligger sovrum och gästrum. En marmortrappa leder upp till slottets torn, varifrån man har en fin utsikt över den intilliggande staden Nådendal och villaparkens område. Den ursprungliga inredningen har inte bevarats, utan större delen av de ursprungliga möblerna såldes på auktion. Av den ursprungliga inredningen finns endast verandans terrassmöbler och en stol från den gyllene salongen kvar. I allmänhet har slottets interiörer genomgått stora förändringar under restaureringsarbetena på 1920-talet, till exempel har det stjärnhimmelstak i valvbågsform som fanns i den gyllene salongen senare ersatts med ett plant tak.
När presidenten är på plats vajar Republikens presidents flagga i byggnaderns torn. Flaggan hissas av den underofficer som ansvarar för båttransporterna.

### Övriga byggnader
Förutom huvudbyggnaden ingår flera andra byggnader i villaområdet, såsom Munkbacken och Lilla slottet, som huvudsakligen används av personalen. Munkbacken, som fungerar som personalbostad, är också känd under namnet Villa Waltonen. Dessutom finns det en strandbastu och musikpaviljong på området.
År 2000 färdigställdes ett tvåvånings gästhus alldeles nära havsstranden. De första gästerna i gästhuset var Sveriges kung Carl XVI Gustaf och drottning Silvia.

### Renoveringar
Varje president har bidragit på sitt sätt. På Mauno Koivistos tid byggdes en volleybollplan, personalen på Gullranda har använt Martti Ahtisaaris golfbil också efter hans presidentperiod, Tarja Halonen lät bygga en basketbollsplan, och K. J. Ståhlberg var en ivrig skytt.
I början av 2025 färdigställdes Gullrandas omfattande renovering. Både parken och huvudbyggnaden renoverades.

## Historia
Byn Gullranda är känd sedan 1400-talet. Där låg bland annat ett Birgittinkloster, men det var först vid sekelskiftet 1900 som byn blev känd genom att lantbruksrådet Alfred Kordelin vid Alitalo gård mellan åren 1913–1915 lät uppföra Gullranda. Granitbyggnaden byggt av Nystads granit är ritad av arkitekten Lars Sonck. Kordelin hann dock endast tillbringa några få somrar på Gullranda, innan han mördades vid 49 års ålder.
Gullranda donerades då till Åbo finska universitetsförening (som verkade för att grunda det som blev Åbo universitet), som 1922 sålde den vidare till finländska staten, som beslöt använda slottet som sommarresidens för presidenten.
Den första presidenten, K. J. Ståhlberg, besökte Gullranda endast för att vila, och platsen etablerades som presidentens sommarresidens först under Lauri Kristian Relanders tid. Under krigsåren var det stillsamt i Gullranda. Risto Ryti besökte presidentens sommarbostad endast i tjänsteärenden. Carl Gustaf Emil Mannerheim gjorde ett besök på Gullranda, men tillbringade inte somrarna där på grund av sin dåliga hälsa.
Sommaren 2010 hölls den första konstutställningen på Gullranda. Utställningen visade 10 abstrakta stålskulpturer av bildhuggaren Kari Huhtamo. Den hölls utomhus i Gullrandas trädgård, och enligt president Tarja Halonen fanns det möjlighet att Gullranda skulle bli en permanent skulpturpark eller att utställningarna skulle bli en årlig tradition. Så blev det också, och sommaren 2018 ordnades utställningen för åttonde gången i samarbete mellan Republikens presidents kansli och Alfred Kordelins stiftelse. Utställningen innehöll verk av 11 konstnärer, bland andra Emil Wikström och Viktor Jansson. Under de första åren fokuserade utställningen på enskilda konstnärer, men senare visades verk av flera konstnärer samtidigt.

## Gäster
Den första statschefen som besökte Gullranda var Sveriges kung Gustaf V år 1927. Storbritanniens drottning Elizabeth II och prins Philip, hertig av Edinburgh, besökte platsen år 1976. USA:s vicepresident George H. W. Bush besökte Gullranda år 1983.
Under president Tarja Halonens tid besöktes Gullranda bland annat av Rysslands president Vladimir Putin vid två tillfällen, Sveriges kung Carl XVI Gustaf två gånger, FN:s generalsekreterare Kofi Annan, Ungerns president Ferenc Mádl, Lettlands president Vaira Vīķe-Freiberga, FAO:s generaldirektör Jacques Diouf år 2002, Europeiska kommissionens ordförande Romano Prodi år 2004 och Pakistans president Pervez Musharraf år 2004.
För att ta emot högt uppsatta gäster har presidenterna även haft tillgång till båtar vid namn Kultaranta, med vilka många statschefer och deras följe har fått bekanta sig med den natursköna skärgården kring Åbo.